# 9785 Senjikan
9785 Senjikan (1994 YX1) là một tiểu hành tinh vành đai chính được phát hiện ngày 31 tháng 12 năm 1994 bởi T. Kobayashi ở Oizumi.